# 아이퀘스트
아이퀘스트(IQUEST Co. Ltd.)는 대한민국의 기업이다. 본사는 서울특별시 구로구 코오롱사이언스밸리 2차 405호에 위치해 있으며 대표이사는 김순모이다.

## 상장
2021년 2월 5일에 주관사를 미래에셋대우로 공모가 11,000원에 코스닥 시장에 상장하였다.

## 같이 보기
- 웹케시
- 영림원소프트랩

## 참고문헌
1. ↑  중소기업 ERP, 구독서비스로 재패한 아이퀘스트···저평가 끝난다, 머니투데이, 2023-11-01
2. ↑  아이퀘스트, 블록체인 기반 전자계약서비스 출시, 뉴시스, 2023.12.06